# Eric Mabius
Eric Mabius, född 22 april 1971 i Harrisburg, Pennsylvania, är en amerikansk skådespelare.
Mabius är känd bland annat för rollen som Daniel i TV-serien Ugly Betty. Han var även gästskådespelare i några avsnitt av serien the OC och har medverkat i filmer som Resident Evil, The Crow 3: Salvation och Voodoo Moon.

## Filmografi, i urval
- 2006-2010 - Ugly Betty (TV-serie)
- 2006 – A Christmas Wedding (TV-film)
- 2006 - CSI: Miami, avsnitt One of Our Own (gästroll i TV-serie)
- 2005-2007 - Eyes (TV-serie)
- 2005 – Voodoo Moon (TV-film)
- 2005 – OC (TV-serie)
- 2005 – Venice Underground
- 2004-2006 - The L Word (TV-serie)
- 2002 – Resident Evil
- 2000 – The Crow 3: Salvation
- 1999 – En djävulsk romans
- 1997 – Black Circle Boys
- 1995 – Welcome to the Dollhouse